# أساطير بوذية
أبدعت الأعراف البوذية مجموعةً ضخمةً من الأدب الأسطوري وحافظت عليها. حياة بوذا هي الأسطورة البوذية الرئيسية. رُوي هذا بعبارات عمليّة نسبيًا في النصوص الأولى، لكن سرعان ما فُصّل في ميثولوجيا أدبية معقدة. الموضوع الرئيس في هذه القصة، والسمة الأبرز في الميثولوجيا البوذية، هو زُهد بوذا: أي هجره وطنه وعائلته في سبيل رحلةٍ روحانية. إلى جانب هذه الأسطورة الرئيسية، تتضمن الأعراف عددًا كبيرًا من القصص الأصغر، التي يُفرض عادةً أن تنقل تعاليم أخلاقية أو بوذية. تتضمن هذه حكايات الجاتاكا الشعبية، أو الحكايات التراثية أو الأساطير التي يُعتقد أنها حيوات غوتاما بوذا السابقة. بما أن ما سبق يُعتبر حلقات من حياة بوذا، نتناولها هنا باعتبارها «أسطورة»، بدلًا عن التمييز بين الخرافة، والأسطورة، والحكاية التراثية.
الميثولوجيا البوذية محفوظة في نصوص، لكنها دائمًا ما وجدت إلى جانب التراث الشفهي من سرد قصصي وإعادة سرد لأساطير عبر الدراما أو الأعمال الفنية. تستمر هذه الميثولوجيا الخلاقة إلى يومنا هذا، وتتضمن أعمالًا سينمائية وتلفزيونية وموسيقية مُعدة منها.
لطالما كانت الأسطورة جزءًا مهمًا من رؤية البوذيين لأنفسهم وتشكيلهم للمجتمعات. تتباين المواقف حيال الأسطورة، إذ يرى بعض الناس القصص حقيقة بالكامل، في حين أن البعض يرونها رمزيةً.  في هذا المقال، كما في الدراسة العلمية للميثولوجيا عامةً، لا ينطوي استخدام مصطلح «أسطورة» على أي حكم بالقيمة أو الحقيقة. بالأحرى، يشير إلى دراسة قصص مقدسة ومعانيها ضمن مجتمع ما.  
اعترف العلماء منذ وقت طويل أن البوذية تتضمن واحدة من أعظم ميثولوجيات العالم. قال توماس ديفيس عن الجاتاكا إنها «أوثق وأكمل وأعتق مجموعة تراث شعبي موجودة في أي أدب في العالم». قالت كارولين ديفيس عن الجاتاكا إنها «الملحمة الأعظم إجمالًا، من الناحية الأدبية، في ارتقاء الإنسان». بحث جوزيف كامبل حياة بوذا على نطاق واسع في كتابه البطل بألف وجه، مرتكزًا على أساطير بوذا الأُخَر. مع ذلك، السبر المعاصر لأغوار الميثولوجيا البوذية أمر نادر الحدوث، وجادل النقاد بأن التركيز على العقلانية في الحداثية البوذية طمس دور الميثولوجيا في المجتمعات البوذية في الماضي والحاضر.

## أسطورة حياة بوذا

### حياة بوذا في النصوص الأولى
تُستخدم الميثولوجيا البوذية على مختلف المستويات الفكرية بغية إسباغ تعابير رمزية وفي بعض الأوقات تعابير شبه تاريخية للتعاليم الدينية. كما لاحظ الباحث توماس ديفيس، لا تطرح النصوص الأولى للبوذية (مثل النيكايا والأغاما) سيرة حياة واحدة متسقة وممنهجة لبوذا. مع ذلك، هناك العديد من الإشارات لعديد من الأحداث الحياتية في هذه النصوص، وتقدم في حالات قليلة روايات أكثر استفاضة حول الأحداث المهمة في حياة بوذا. جميع النسخ اللاحقة من حياة بوذا مستمدة في المقام الأول من هذه المصادر. وهذا يشمل:
- ولادة غوتاما.[10]
- بعض التفاصيل عن نشأته.
- إشارات إلى الزهد. تُروى قصة «الحقائق النبيلة الأربعة»، لكنها متعلقة ببوذا السابق فيباسي، وليس غوتاما.[11]
- روايات مفصلة حول ممارسات غوتاما قبل الصحوة. تشمل هذه لقاءاته مع المعلمين السابقين،[12] وفترة التقشف،[13] وجهوده الشخصية في تطوير التأمل.[14][15][16]
- روايات مختلفة عت عشية الصحوة.
- تُروى الأحداث التالية للصحوة في سرد شهير مذكور إما في قسم سوتا بيتاكا[17] أو في قسم فينايا بيتاكا[18] من شريعة بالي.
- توجد معظم الأحداث المتعلقة بعائلة بوذا، متضمنة عودته إلى وطنه ورسامة ابنه،[18] وتمرد ديفاداتا،[19] ورسامة زوجة والد بوذا لتصبح البهيكهوني الأولى،[20] في قسم فينايا بيتاكا.
- تُسرد قصة رحلة بوذا الأخيرة، ووفاته، والأحداث التالية في ماهابارينيبانا سوتا.[21]

جُمعت كل نصوص شريعة بالي ذات الصلة ورُتبت في سيرة حياة بوذا التي كتبها البهيكهو نانومالي. أوضح البهيكهو سوجاتو أن أحداث حياة بوذا الموجودة في النصوص الأولى تلبي تقريبًا كافة مراحل رحلة البطل وفق كامبل، بغض النظر عن أنها غير مرتبة في سرد منظم ومتسق. تزداد رحلة البطل وضوحًا وكمالًا في النسخ اللاحقة من القصة.
تنطوي النصوص الأولى أيضًا على ذكر لآلهة هندية (ديفات)، وكائنات خارقة مثل الياكشا والناغا وغيرها من المحتوى الأسطوري.

### حياة بوذا الموسعة في الجاتاكا
كان استذكار الحيوات السابقة أحد «المعارف الثلاثة» (tevijjā) لبوذا. مع ذلك، تتضمن النصوص الأولى قلة قليلة من الروايات الفعلية عن الحيوات السابقة. تُظهر هكذا قصص مثل المذكورة في النصوص الأولى بصورة شبه دائمة علامات انتماء إلى الطبقة الأخيرة من تلك النصوص. طور المجتمع البوذي في وقت وجيز مخزونًا شاسعًا من القصص المتعلقة بحيوات بوذا السابقة، فيما يُعرف بالجاتاكا. توجد 550 قصة كهذه في شريعة بالي، ومئات إضافية من مصادر صينية وتبتية وسنسكريتية. صورت العديد من الجاتاكا في هيئات بصرية على معالم معبد سانتشي، ويعود تاريخها إلى نحو القرن الأول ق.م. تابعت مجموعة قصص الجاتاكا نموها عبر القرون. بقيت ماهانيباتا جاتاكا إحدى أشهر القصص، وتصف عشر الحيوات الأخيرة لبوذا قبل ولادته الأخيرة.
يبدو أن الجاتاكا مستمدة في أغلبها من الحكايات الشعبية الهندية المحكية، والحكايات الرمزية، والأساطير في مزيج من النثر والشعر. وهي، كما حيوات بوذا، ليست طائفية، إذ أن العديد من الجاتاكا مشتركة ضمن التقاليد. بعض القصص مرتبطة بالأساطير البراهمانية، كالموجودة في الرامايانا والمهابهارتا، بينما تحمل البقية أوجه تشابه مع خرافات إيسوب وغيرها من الأدب العالمي. في حين أن معظم الجاتاكا تحوي «عظات»، لكنها تندرج في أكثر الحالات ضمن أفكار بسيطة وشمولية، مثل اللاعنف أو الصدق، يُبرز القليل منها فقط أفكارًا بوذية بصورة مميزة. تصور حكاية الجاتاكا النموذجية صراعًا أو تحديًا، ينتصر فيه البطل عبر شجاعته، أو ذكائه، أو خصال أخرى. يُعرّف بطل القصة باعتباره بوذا، في حين تُعرّف بقية شخصياتها باعتبارها رفاق بوذا الشهيرين، مثل تلاميذه المقربين، أو عائلته، أو ديفاداتا في دور الخصم.
نظرًا لأن الجاتاكا هي في جوهرها الفصول الابتدائية لتطور بوذا الروحي، ضُمنت في بعض الأوقات مع حياة بوذا. كما في المصادر الباليّة، حيث تُعرض حياة بوذا على أنها الرواية الافتتاحية المؤطِرة لمجموعة الجاتاكا.
هناك صنف مشابه من الأدب يعرف بالأبادانا. يبدو أن المصطلح كان يحمل في الأصل معنى حكاية من الماضي ببساطة، مثلما تروي الماهاباداتا سوتا من الديغها نيكايا قصة بوذا في زمن ماض. تبين مع ذلك أنه يشير إلى زمرة من القصص عن الحيوات السابقة للرهبان والراهبات تلاميذ بوذا. غالبًا ما تصف هذه القصص كيف وصل تلامذة بوذا المستنيرين إلى تلك المنزلة عبر تقديم القرابين لبوذا في حياة سابقة.